# Enrique Eymar Fernández
Enrique Eymar Fernández (Toledo, 14 de mayo de 1885-Madrid, 21 de agosto de 1967) fue un militar español. Ejerció de juez militar en el juzgado Militar Especial para los Delitos del Espionaje, Masonería y Comunismo durante la dictadura de Francisco Franco. Encargado de los interrogatorios, y de las sentencias a muerte de diferentes militantes antifranquistas, en aplicación entre otras de la Ley de Responsabilidades Políticas de 1939 y la Ley sobre represión de la masonería y del comunismo, de 1940. En su cargo fue uno de los primeros coordinadores del Estado en la lucha contra ETA.

## Biografía
En el año 1936 era teniente coronel del cuerpo de Inválidos a causa de una herida de guerra en Marruecos en 1929 en Beni Karrich, pasó el periodo de guerra a cargo del Museo del Ejército en Madrid como subdirector.
En 1939 se adhiere al Movimiento, y es ascendido a coronel, pasando a ser Caballero Mutilado de Guerra por la Patria. Inicialmente participa como juez en diversos juicios a prisioneros de guerra.
El 12 de diciembre de 1947, fue el encargado de instruir la causa 140.109 del Consejo de Guerra que condenó a catorce miembros destacados de la FUE, Federación Universitaria Escolar, a penas de entre uno y ocho años de reclusión. Entre los encausados se encontraban Nicolás Sánchez Albornoz (1947), hijo de Claudio Sánchez Albornoz, Vicente Rojo Lluch (1957) y Julian Grimau (1963).
En 1958 se hace cargo del Juzgado Militar Especial Nacional de Actividades Extremistas donde permanecerá hasta el año 1964 en el que se crea el Tribunal de Orden Público (denominado TOP). Este tribunal tiene jurisdicción en todo el territorio nacional. Sus atribuciones en la justicia le llegaron a conseguir el apelativo del "coronel inquisidor".